# Somerset (Ohio)
Somerset es una villa ubicada en el condado de Perry en el estado estadounidense de Ohio. En el Censo de 2010 tenía una población de 1481 habitantes y una densidad poblacional de 490,41 personas por km².

## Geografía
Somerset se encuentra ubicada en las coordenadas 39°48′23″N 82°17′57″O / 39.80639, -82.29917. Según la Oficina del Censo de los Estados Unidos, Somerset tiene una superficie total de 3.02 km², de la cual 3.01 km² corresponden a tierra firme y (0.26%) 0.01 km² es agua.

## Demografía
Según el censo de 2010, había 1481 personas residiendo en Somerset. La densidad de población era de 490,41 hab./km². De los 1481 habitantes, Somerset estaba compuesto por el 98.31% blancos, el 0.34% eran afroamericanos, el 0% eran amerindios, el 0.07% eran asiáticos, el 0.07% eran isleños del Pacífico, el 0.07% eran de otras razas y el 1.15% pertenecían a dos o más razas. Del total de la población el 0.61% eran hispanos o latinos de cualquier raza.